# Uruguayaans voetbalelftal in 1997
Het Uruguayaans voetbalelftal speelde in totaal achttien interlands in het jaar 1997, waaronder drie duels bij de strijd om de Copa América in Bolivia. Daar werd de titelverdediger roemloos uitgeschakeld in de eerste ronde na nederlagen tegen Peru en Bolivia.
Bondscoach Juan Ahuntchaín moest na de voortijdige uitschakeling bij de Copa América plaatsmaken voor Roque Máspoli. In de kwalificatiereeks voor het WK voetbal 1998 eindigde Uruguay in de CONMEBOL-zone op de zevende plaats, slechts voor Bolivia en Venezuela, waardoor de ploeg opnieuw ontbrak bij de WK-eindronde. Na het afsluitende duel tegen Ecuador vertrok Máspoli. Zijn plaats werd ingenomen door Víctor Púa, die La Celeste naar de vierde plaats leidde bij de FIFA Confederations Cup in Saoedi-Arabië.
Op de FIFA-wereldranglijst steeg Uruguay in 1997 drie plaatsen: van de 43ste (januari 1997) naar de 40ste plaats (december 1997), hoewel de ploeg in mei nog naar de 54ste positie was gezakt.

## Balans
| Wedstrijden | Wedstrijden | Wedstrijden | Wedstrijden | Doelpunten | Doelpunten | Doelpunten | Punten |
| Gespeeld    | Winst       | Gelijk      | Verlies     | Voor       | Tegen      | Saldo      | Punten |
| ----------- | ----------- | ----------- | ----------- | ---------- | ---------- | ---------- | ------ |
| 18          | 7           | 3           | 8           | 22         | 23         | –1         | 0.944  |

## Interlands
|                                  |         |       |            |                                                                                          |
| 12 januari WK-kwalificatie № 621 | Uruguay | 0 – 0 | Argentinië | Estadio Centenario, Montevideo Toeschouwers: 62.000 Scheidsrechter: Márcio Rezende (BRA) |
| 12 januari WK-kwalificatie № 621 |         |       |            | Estadio Centenario, Montevideo Toeschouwers: 62.000 Scheidsrechter: Márcio Rezende (BRA) |

|                                   |                                                                           |       |         |                                                                                               |
| 12 februari WK-kwalificatie № 622 | Ecuador                                                                   | 4 – 0 | Uruguay | Estadio Olimpico Atahualpa, Quito Toeschouwers: 18.000 Scheidsrechter: Javier Castrilli (ARG) |
| 12 februari WK-kwalificatie № 622 | Álex Aguinaga 6' Agustín Delgado 69' Agustín Delgado 76' Cléber Chalá 86' |       |         | Estadio Olimpico Atahualpa, Quito Toeschouwers: 18.000 Scheidsrechter: Javier Castrilli (ARG) |

|                               |                                                               |       |                      |                                                                                       |
| 2 april WK-kwalificatie № 623 | Uruguay                                                       | 3 – 1 | Venezuela            | Estadio Centenario, Montevideo Toeschouwers: 38.000 Scheidsrechter: René Ortubé (BOL) |
| 2 april WK-kwalificatie № 623 | Gonzalo de los Santos 29' Paolo Montero 46' Marcelo Otero 79' |       | 75' Rafael Castellín | Estadio Centenario, Montevideo Toeschouwers: 38.000 Scheidsrechter: René Ortubé (BOL) |

|                                |                                                             |       |                 |                                                                                                   |
| 30 april WK-kwalificatie № 624 | Paraguay                                                    | 3 – 1 | Uruguay         | Estadio Defensores del Chaco, Asunción Toeschouwers: 34.101 Scheidsrechter: Antônio Pereira (BRA) |
| 30 april WK-kwalificatie № 624 | Aristides Rojas 37' José Cardozo 73' Derlis Soto 83' (pen.) |       | 87' Darío Silva | Estadio Defensores del Chaco, Asunción Toeschouwers: 34.101 Scheidsrechter: Antônio Pereira (BRA) |

|                              |                |       |                     |                                                                                             |
| 8 juni WK-kwalificatie № 625 | Uruguay        | 1 – 1 | Colombia            | Estadio Centenario, Montevideo Toeschouwers: 37.200 Scheidsrechter: Francisco Dacildo (BRA) |
| 8 juni WK-kwalificatie № 625 | Darío Silva 6' |       | 47' Hamilton Ricard | Estadio Centenario, Montevideo Toeschouwers: 37.200 Scheidsrechter: Francisco Dacildo (BRA) |

| Copa América 1997 |
| ----------------- |

|                            |                    |       |         |                                                                                          |
| 12 juni Copa América № 626 | Peru               | 1 – 0 | Uruguay | Estadio Olímpico Patria, Sucre Toeschouwers: 8.000 Scheidsrechter: Antonio Marrufo (MEX) |
| 12 juni Copa América № 626 | Martín Hidalgo 76' |       |         | Estadio Olímpico Patria, Sucre Toeschouwers: 8.000 Scheidsrechter: Antonio Marrufo (MEX) |

|                            |                                         |       |           |                                                                                         |
| 15 juni Copa América № 627 | Uruguay                                 | 2 – 0 | Venezuela | Estadio Olímpico Patria, Sucre Toeschouwers: 1.000 Scheidsrechter: Eduardo Gamboa (CHI) |
| 15 juni Copa América № 627 | Álvaro Recoba 20' Marcelo Saralegui 48' |       |           | Estadio Olímpico Patria, Sucre Toeschouwers: 1.000 Scheidsrechter: Eduardo Gamboa (CHI) |

|                            |                            |       |         |                                                                                           |
| 18 juni Copa América № 628 | Bolivia                    | 1 – 0 | Uruguay | Estadio Hernando Siles, La Paz Toeschouwers: 30.000 Scheidsrechter: Antonio Marrufo (MEX) |
| 18 juni Copa América № 628 | Julio César Baldivieso 28' |       |         | Estadio Hernando Siles, La Paz Toeschouwers: 30.000 Scheidsrechter: Antonio Marrufo (MEX) |

|  |  |  |  |  |  |  |  |  |

|                               |                      |       |         |                                                                                                |
| 20 juli WK-kwalificatie № 629 | Bolivia              | 1 – 0 | Uruguay | Estadio Hernando Siles, La Paz Toeschouwers: 27.874 Scheidsrechter: Arturo Brizio Carter (MEX) |
| 20 juli WK-kwalificatie № 629 | Marco Etcheverry 75' |       |         | Estadio Hernando Siles, La Paz Toeschouwers: 27.874 Scheidsrechter: Arturo Brizio Carter (MEX) |

|                                   |                   |       |       |                                                                                           |
| 20 augustus WK-kwalificatie № 630 | Uruguay           | 1 – 0 | Chili | Estadio Centenario, Montevideo Toeschouwers: 35.000 Scheidsrechter: Antônio Pereira (BRA) |
| 20 augustus WK-kwalificatie № 630 | Marcelo Otero 20' |       |       | Estadio Centenario, Montevideo Toeschouwers: 35.000 Scheidsrechter: Antônio Pereira (BRA) |

|                                    |                                       |       |                   |                                                                                       |
| 10 september WK-kwalificatie № 631 | Peru                                  | 2 – 1 | Uruguay           | Estadio Nacional, Lima Toeschouwers: 45.000 Scheidsrechter: Esfandiar Baharmast (USA) |
| 10 september WK-kwalificatie № 631 | Roberto Palacios 56' Germán Carty 59' |       | 45' Álvaro Recoba | Estadio Nacional, Lima Toeschouwers: 45.000 Scheidsrechter: Esfandiar Baharmast (USA) |

|                                  |            |       |         |                                                                                              |
| 12 oktober WK-kwalificatie № 632 | Argentinië | 0 – 0 | Uruguay | Estadio Monumental, Buenos Aires Toeschouwers: 52.000 Scheidsrechter: Claudio Cerdeira (BRA) |
| 12 oktober WK-kwalificatie № 632 |            |       |         | Estadio Monumental, Buenos Aires Toeschouwers: 52.000 Scheidsrechter: Claudio Cerdeira (BRA) |

|                                   | |       |                                                         |                                                                                               |
| 16 november WK-kwalificatie № 633 | Uruguay                                                                                                | 5 – 3 | Ecuador                                                 | Estadio Domingo Burgueño, Maldonado Toeschouwers: 4.000 Scheidsrechter: Antonio Marrufo (MEX) |
| 16 november WK-kwalificatie № 633 | Marcelo Saralegui 3' Marcelo Saralegui 12' Sebastián Abreu 48' Sebastián Abreu 52' Carlos Aguilera 63' |       | 2' Ariel Graziani 59' Ariel Graziani 68' Ariel Graziani | Estadio Domingo Burgueño, Maldonado Toeschouwers: 4.000 Scheidsrechter: Antonio Marrufo (MEX) |

| FIFA Confederations Cup 1997 |
| ---------------------------- |

|                                                           |             |                                           |         |                                                                                       |
| 13 december FIFA Confederations Cup № 634 17:50 uur (AST) | VA Emiraten | 0 – 2                                     | Uruguay | King Fahd II Stadium, Riyadh Toeschouwers: 4.000 Scheidsrechter: Ramesh Ramdhan (T&T) |
| 13 december FIFA Confederations Cup № 634 17:50 uur (AST) |             | 47' Nicolás Olivera 90+2' Antonio Pacheco |         | King Fahd II Stadium, Riyadh Toeschouwers: 4.000 Scheidsrechter: Ramesh Ramdhan (T&T) |

|                                                           |                 |       |                                          |                                                                                  |
| 15 december FIFA Confederations Cup № 635 20:00 uur (AST) | Tsjechië        | 1 – 2 | Uruguay                                  | King Fahd II Stadium, Riyadh Toeschouwers: 9.000 Scheidsrechter: Saad Mane (KUW) |
| 15 december FIFA Confederations Cup № 635 20:00 uur (AST) | Horst Siegl 89' |       | 26' Nicolás Olivera 88' Marcelo Zalayeta | King Fahd II Stadium, Riyadh Toeschouwers: 9.000 Scheidsrechter: Saad Mane (KUW) |

|                                                           |                                                                          |       |                                                         |                                                                                       |
| 17 december FIFA Confederations Cup № 636 20:00 uur (AST) | Uruguay                                                                  | 4 – 3 | Zuid-Afrika                                             | King Fahd II Stadium, Riyadh Toeschouwers: 8.000 Scheidsrechter: Ramesh Ramdhan (T&T) |
| 17 december FIFA Confederations Cup № 636 20:00 uur (AST) | Darío Silva 12' Álvaro Recoba 42' Darío Silva 66' Christian Callejas 90' |       | 11' Lucas Radebe 70' Helman Mkhalele 77' Pollen Ndlanya | King Fahd II Stadium, Riyadh Toeschouwers: 8.000 Scheidsrechter: Ramesh Ramdhan (T&T) |

|                                                                        |         |                       |           |                                                                                          |
| 19 december FIFA Confederations Cup Halve finale № 637 19:00 uur (AST) | Uruguay | 0 – 1 (na extra tijd) | Australië | King Fahd II Stadium, Riyadh Toeschouwers: 22.000 Scheidsrechter: Nikolai Levnikov (RUS) |
| 19 december FIFA Confederations Cup Halve finale № 637 19:00 uur (AST) |         | 92' Harry Kewell      |           | King Fahd II Stadium, Riyadh Toeschouwers: 22.000 Scheidsrechter: Nikolai Levnikov (RUS) |

|                                                                        |                   |           |         |                                                                                            |
| 21 december FIFA Confederations Cup Troostfinale № 638 17:50 uur (AST) | Tsjechië          | 1 – 0     | Uruguay | King Fahd II Stadium, Riyadh Toeschouwers: 27.000 Scheidsrechter: Lucien Bouchardeau (NGR) |
| 21 december FIFA Confederations Cup Troostfinale № 638 17:50 uur (AST) | Edvard Lasota 63' | (verslag) |         | King Fahd II Stadium, Riyadh Toeschouwers: 27.000 Scheidsrechter: Lucien Bouchardeau (NGR) |

|  |  |  |  |  |  |  |  |  |

## FIFA-wereldranglijst
| JAN | FEB | MAR | APR | MEI | JUN | JUL | AUG | SEP | OKT | NOV | DEC |
| --- | --- | --- | --- | --- | --- | --- | --- | --- | --- | --- | --- |
| 43  | 43  | 43  | 42  | 54  | 51  | 44  | 50  | 47  | 52  | 43  | 40  |

## Statistieken
| Robert Siboldi        | 1965-09-24 | Club Tigres            | 10 | 0 | 0 | 34 | 0  |
| Claudio Flores        | 1976-05-10 | Peñarol                | 4  | 0 | 0 | 4  | 0  |
| Carlos Nicola         | 1973-01-03 | San Lorenzo            | 3  | 0 | 0 | 4  | 0  |
| Fernando Álvez        | 1959-09-04 | Peñarol                | 1  | 0 | 0 | 40 | 0  |
| Verdediging           |            |                        |    |   |   |    |    |
| Paolo Montero         | 1971-09-03 | Juventus               | 10 | 0 | 1 | 24 | 2  |
| Gustavo Méndez        | 1971-02-03 | Vicenza Calcio         | 10 | 0 | 0 | 29 | 0  |
| Éber Moas             | 1969-03-25 | EC Vitória             | 9  | 0 | 0 | 48 | 0  |
| Héctor Rodríguez      | 1968-10-22 | CA Colón               | 8  | 0 | 0 | 10 | 0  |
| Edgardo Adinolfi      | 1974-03-27 | Peñarol                | 6  | 0 | 0 | 18 | 1  |
| Diego López           | 1974-08-22 | Racing Santander       | 6  | 0 | 0 | 15 | 0  |
| Leonardo Ramos        | 1969-09-11 | Estudiantes            | 4  | 0 | 0 | 7  | 0  |
| Tabaré Silva          | 1974-08-30 | Defensor Sporting Club | 4  | 0 | 0 | 19 | 0  |
| José Oscar Herrera    | 1965-06-17 | Newell's Old Boys      | 3  | 0 | 0 | 57 | 4  |
| Washington Tais       | 1972-12-21 | Racing Santander       | 3  | 0 | 0 | 6  | 0  |
| Oscar Aguirregaray    | 1959-10-25 | Peñarol                | 2  | 1 | 0 | 10 | 0  |
| Guillermo Sanguinetti | 1966-06-21 | Gimnasia y Esgrima     | 2  | 0 | 0 | 20 | 1  |
| Pablo Hernández       | 1975-05-02 | Club Tigres            | 1  | 4 | 0 | 7  | 0  |
| Rubén Alzueta         | 1968-03-25 | CA River Plate         | 1  | 0 | 0 | 2  | 0  |
| Carlos Díaz           | 1979-02-04 | Defensor Sporting Club | 1  | 0 | 0 | 1  | 0  |
| Rubén dos Santos      | 1969-11-16 | Deportivo Cali         | 1  | 0 | 0 | 11 | 0  |
| César Pellegrín       | 1979-03-05 | Juventus               | 1  | 0 | 0 | 1  | 0  |
| Martín Rivas          | 1977-02-17 | Inter Milaan           | 1  | 0 | 0 | 1  | 0  |
| Rubén Silva           | 1964-08-20 | Danubio FC             | 0  | 1 | 0 | 1  | 0  |
| Middenveld            |            |                        |    |   |   |    |    |
| Gonzalo de los Santos | 1976-07-19 | CP Mérida              | 12 | 2 | 1 | 16 | 1  |
| Pablo Bengoechea      | 1965-02-27 | Peñarol                | 7  | 1 | 0 | 43 | 6  |
| Marcelo Saralegui     | 1971-05-18 | CA Colón               | 6  | 2 | 3 | 33 | 6  |
| Enzo Francescoli      | 1961-11-12 | CA River Plate         | 6  | 0 | 0 | 73 | 17 |
| Líber Vespa           | 1971-10-18 | Argentinos Juniors     | 5  | 1 | 0 | 6  | 0  |
| Nelson Abeijón        | 1973-07-21 | Racing Santander       | 4  | 1 | 0 | 19 | 1  |
| Pablo García          | 1977-05-11 | Montevideo Wanderers   | 4  | 1 | 0 | 5  | 0  |
| Julio César Gómez     | 1966-09-23 | Club Nacional          | 4  | 1 | 0 | 7  | 0  |
| Marcelo Romero        | 1976-07-04 | Peñarol                | 3  | 3 | 0 | 9  | 0  |
| Mario Barilko         | 1970-11-19 | Club Tigres            | 2  | 0 | 0 | 2  | 0  |
| Gabriel Cedrés        | 1970-03-03 | Club América           | 2  | 0 | 0 | 22 | 4  |
| Javier Delgado        | 1975-07-08 | Danubio FC             | 2  | 0 | 0 | 4  | 0  |
| Álvaro Gutiérrez      | 1968-07-21 | Real Valladolid        | 2  | 0 | 0 | 38 | 1  |
| Fabián O'Neill        | 1973-10-14 | Cagliari Calcio        | 2  | 0 | 0 | 5  | 0  |
| Gustavo Poyet         | 1967-11-15 | Chelsea FC             | 2  | 0 | 0 | 22 | 3  |
| Christian Callejas    | 1978-05-17 | Danubio FC             | 1  | 2 | 1 | 3  | 1  |
| Fabián Coelho         | 1977-01-20 | Club Nacional          | 1  | 0 | 0 | 1  | 0  |
| Víctor López          | 1971-04-09 | Ferro Carril Oeste     | 1  | 0 | 0 | 8  | 1  |
| Diego Tito            | 1971-08-16 | Club Nacional          | 1  | 0 | 0 | 3  | 0  |
| Andrés Fleurquin      | 1975-02-08 | Defensor Sporting Club | 0  | 1 | 0 | 1  | 0  |
| Andrés Martinez       | 1972-10-16 | Bologna FC             | 0  | 1 | 0 | 3  | 0  |
| Yari Silvera          | 1976-02-20 | CA River Plate         | 0  | 1 | 0 | 2  | 0  |
| Aanval                |            |                        |    |   |   |    |    |
| Álvaro Recoba         | 1976-03-17 | Inter Milaan           | 10 | 2 | 3 | 17 | 6  |
| Nicolás Olivera       | 1978-05-30 | Valencia CF            | 4  | 0 | 2 | 4  | 2  |
| Marcelo Zalayeta      | 1978-12-05 | Juventus               | 4  | 0 | 1 | 4  | 1  |
| Darío Silva           | 1972-11-02 | Cagliari Calcio        | 3  | 5 | 4 | 18 | 6  |
| Sebastián Abreu       | 1976-10-17 | Deportivo La Coruña    | 3  | 2 | 2 | 7  | 3  |
| Sergio Martínez       | 1969-02-15 | Deportivo La Coruña    | 3  | 2 | 0 | 35 | 5  |
| Luis Alberto Romero   | 1968-06-15 | Peñarol                | 3  | 2 | 0 | 9  | 0  |
| Marcelo Otero         | 1971-04-14 | Vicenza Calcio         | 3  | 0 | 2 | 21 | 8  |
| Josemir Lujambio      | 1971-09-25 | Newell's Old Boys      | 2  | 3 | 0 | 5  | 0  |
| Daniel Fonseca        | 1969-09-13 | Juventus               | 2  | 2 | 0 | 30 | 10 |
| Rubén da Silva        | 1968-04-11 | Tecos de Guadalajara   | 1  | 5 | 0 | 20 | 3  |
| Antonio Pacheco       | 1976-04-11 | Peñarol                | 1  | 2 | 1 | 3  | 1  |
| Carlos Aguilera       | 1964-09-21 | Peñarol                | 1  | 0 | 1 | 65 | 23 |
| Osvaldo Canobbio      | 1973-02-17 | Deportivo Español      | 0  | 1 | 0 | 8  | 2  |

AUF · A-internationals · Selecties · Bondscoaches · Uruguayaans vrouwenelftal · Olympisch elftal · Uruguay U21 · Uruguay U20 · Uruguay U19 · Uruguay U18 · Uruguay U17
1900 – 1909 ·
1910 – 1919 ·
1920 – 1929 ·
1930 – 1939 ·
1940 – 1949 ·
1950 – 1959 ·
1960 – 1969 ·
1970 – 1979 ·
1980 – 1989 ·
1990 – 1999 ·
2000 – 2009 ·
2010 – 2019 ·
2020 – 2029
WK 1930 · 
WK 1950 · 
WK 1954 · 
WK 1962 · 
WK 1966 · 
WK 1970 ·
WK 1974 · 
WK 1986 · 
WK 1990 · 
WK 2002 · 
WK 2010 · 
WK 2014 · 
WK 2018
OS 1924 · 
OS 1928 ·
OS 2012
1902 · 
1903 · 
1904 · 
1905 · 
1906 · 
1907 · 
1908 · 
1909 ·
1910 · 
1911 · 
1912 · 
1913 · 
1914 · 
1915 · 
1916 · 
1917 · 
1918 · 
1919 ·
1920 · 
1921 · 
1922 · 
1923 · 
1924 · 
1925 · 
1926 · 
1927 · 
1928 · 
1929 ·
1930 · 
1931 · 
1932 · 
1933 · 
1934 · 
1935 · 
1936 · 
1937 · 
1938 · 
1939 ·
1940 · 
1941 · 
1942 · 
1943 · 
1944 · 
1945 · 
1946 · 
1947 · 
1948 · 
1949 ·
1950 · 
1951 · 
1952 · 
1953 · 
1954 · 
1955 · 
1956 · 
1957 · 
1958 · 
1959 ·
1960 · 
1961 · 
1962 · 
1963 · 
1964 · 
1965 · 
1966 · 
1967 · 
1968 · 
1969 ·
1970 · 
1971 · 
1972 · 
1973 · 
1974 · 
1975 · 
1976 · 
1977 · 
1978 · 
1979 ·
1980 · 
1981 · 
1982 · 
1983 · 
1984 · 
1985 · 
1986 · 
1987 · 
1988 · 
1989 ·
1990 ·
1991 · 
1992 · 
1993 · 
1994 · 
1995 · 
1996 · 
1997 · 
1998 · 
1999 · 
2000 · 
2001 · 
2002 · 
2003 · 
2004 · 
2005 · 
2006 · 
2007 · 
2008 · 
2009 · 
2010 · 
2011 · 
2012 · 
2013 · 
2014 · 
2015 · 
2016 ·
2017 ·
2018 ·
2019 ·
2020 ·
2021 ·
2022 ·
2023 ·
2024
Algerije ·
Angola ·
Argentinië ·
Australië ·
België ·
Bolivia ·
Brazilië ·
Bulgarije ·
Canada ·
Chili ·
China ·
Colombia ·
Costa Rica ·
Cuba ·
DDR ·
Denemarken ·
Duitsland ·
Ecuador ·
Egypte ·
Engeland ·
Estland ·
 Finland ·
Frankrijk ·
Georgië ·
Ghana ·
Guatemala ·
Haïti ·
Honduras ·
Hongarije ·
Ierland ·
India ·
Indonesië ·
Irak ·
Iran ·
Israël ·
Italië ·
Ivoorkust ·
Jamaica ·
Japan ·
Joegoslavië ·
Jordanië ·
Libië ·
Luxemburg ·
Maleisië ·
Mexico ·
Marokko ·
Nederland ·
Nicaragua ·
Nieuw-Zeeland ·
Nigeria ·
Noord-Ierland ·
Noorwegen ·
Oekraïne ·
Oezbekistan ·
Oman ·
Oostenrijk ·
Panama ·
Paraguay ·
Peru ·
Polen ·
Portugal ·
Roemenië ·
Rusland ·
Saarland ·
Saoedi-Arabië ·
Schotland ·
Senegal ·
Servië & Montenegro ·
Singapore ·
Slovenië ·
Sovjet-Unie ·
Spanje ·
Tahiti ·
Thailand ·
Trinidad en Tobago · 
Tsjechië ·
Tsjecho-Slowakije ·
Tunesië · 
Turkije ·
Venezuela ·
Verenigde Arabische Emiraten ·
Verenigde Staten ·
Wales ·
Zuid-Afrika ·
Zuid-Korea ·
Zweden ·
Zwitserland
Argentinië (1986) ·
België (1990) ·
Brazilië (1950) · 
Colombia (2014) ·
Costa Rica (2014) ·
Denemarken (1986) ·
Denemarken (2002) ·
Duitsland (2010) ·
Egypte (2018) ·
Engeland (2014) ·
Frankrijk (2002) ·
Frankrijk (2010) ·
Frankrijk (2018) ·
Ghana (2010) ·
Italië (1990) ·
Italië (2014) ·
Mexico (2010) ·
Nederland (1974) ·
Nederland (2010) ·
Portugal (2018) ·
Rusland (2018) ·
Saoedi-Arabië (2018) ·
Schotland (1986) ·
Senegal (2002) ·
Spanje (1990) ·
West-Duitsland (1986) ·
Zuid-Afrika (2010) ·
Zuid-Korea (1990) ·
Zuid-Korea (2010)